# 3R (djurforskning)

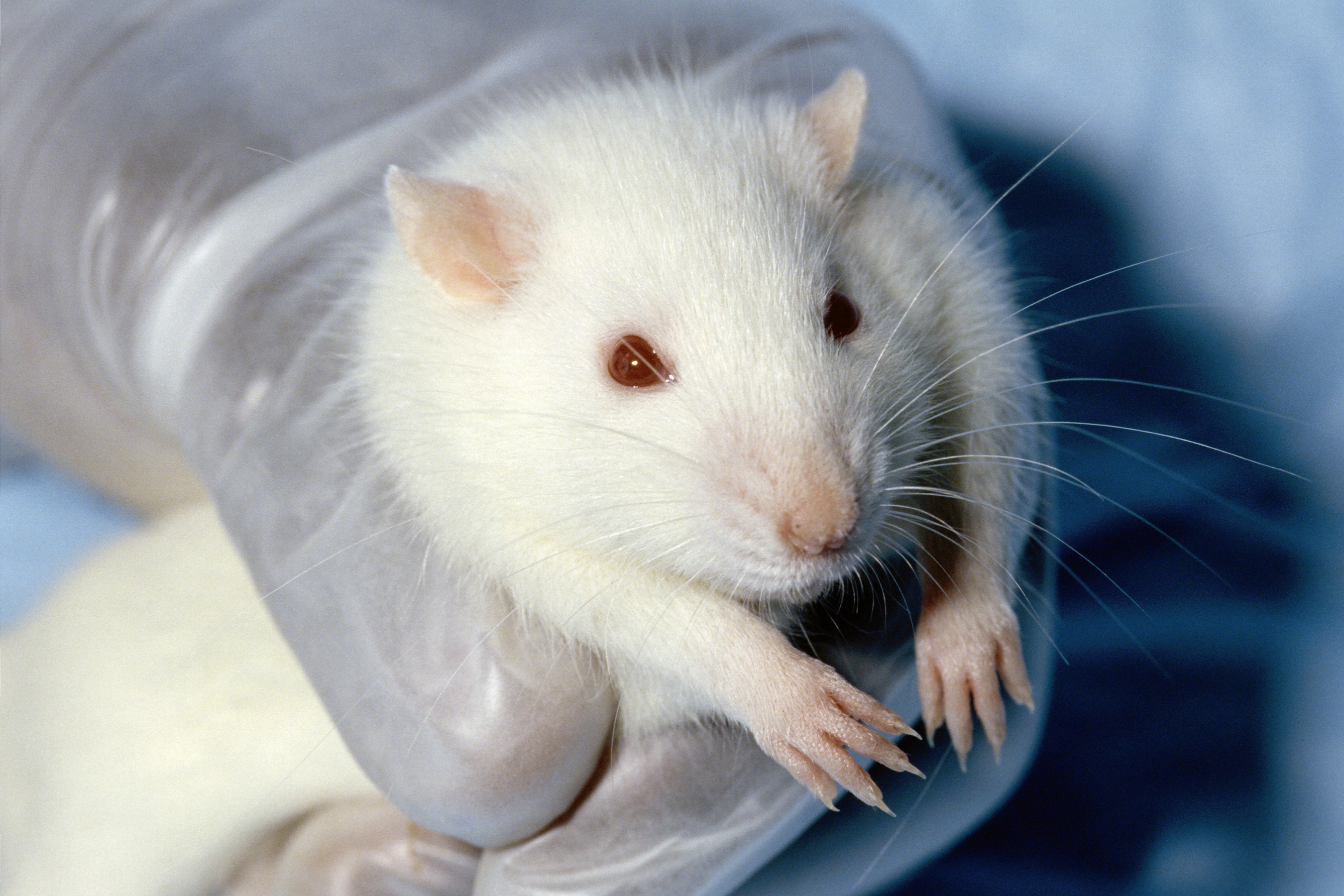
En Wistar laboratorieråtta.

De tre R:en, 3R, är vägledande principer för mer etisk användning av försöksdjur vid produkttester och vetenskaplig forskning. De beskrevs först av WMS Russell och RL Burch 1959. De tre R:en är:
1. Ersättning (eng. replacement): metoder som undviker eller ersätter användningen av djur i forskning
2. Reduktion (eng. reduction): användning av metoder som gör det möjligt för forskare att få jämförbara nivåer av information från färre djur, eller att få mer information från samma antal djur.
3. Förfining (eng. refinement): användning av metoder som lindrar eller minimerar potentiell smärta, lidande eller ångest och förbättrar djurens välbefinnande för de djur som används.

3R syftar inte enbart till att uppmuntra alternativ till djurförsök utan även till att förbättra djurens välbefinnande och kvalitet på forskning där användningen av djur inte kan undvikas. I många länder är 3R explicita i lagstiftning som reglerar djuranvändning.
Det är vanligt att versalisera den första bokstaven i vardera av de tre "R"-principerna (dvs 'Ersättning' snarare än 'ersättning' (eng. 'Replacement' snarare än 'replacement')) för att undvika oklarheter och förtydliga hänvisningen till 3R-principerna. 

## Historia
1954 beslöt sig Universitetsförbundet för djurskydd (UFAW) för att finansiera systematisk forskning om för mer humana tekniker i laboratoriet. I oktober samma år utsågs zoologen, psykologen och forskaren William Russell tillsammans med mikrobiologen Rex Burch, att inleda en systematisk studie över laboratorietekniker och deras etiska aspekter. 1956 skapade de en rapport till förbundets kommittéer, vilken utgjorde kärnan i boken "The Principles of Humane Experimental Technique" som färdigställdes i början av 1958. Under en stor del av perioden arbetade de med en särskild rådgivande kommitté, ledd av professor Peter Medawar.
Varje kapitel inleds med citat från Charles Darwins verk The Origin of Species som ett bidrag till hundraårsjubileet av boken.

## Omfattning och utveckling
En vanlig missuppfattning är att de 3R:en endast hänvisar till ersättning men deras räckvidd är dock mycket bredare.
Ersättning: I den ursprungliga boken var de 3R:en godtyckligt begränsade till ryggradsdjur. Russell och Burch diskuterade risken för lidande med hänvisning till förnimmelse. De använde termen "ersättningsteknik" för alla vetenskapliga metoder som använder icke-kännande material för att ersätta metoder som använder medvetna levande ryggradsdjur. Icke-kännande material inkluderade enligt Russell och Burch högre växter, mikroorganismer och enklare flercelliga endoparasiter, vilka har mycket primitiva nerv- och sensoriska system. De menade att den godtyckliga uteslutningen av ryggradslösa djur innebar att dessa arter i flera sammanhang kunde betraktas som möjliga ersättningar för ryggradsdjur; de kallade denna "jämförande substitution". Russell och Burch övervägde också nivåer av ersättning. I "relativ Ersättning" användas fortfarande djur, under förutsättning att de under ett experiment med största sannolikhet inte utsätta för lidande. I "absolut Ersättning" används inte djur i något skede.
Ersättningsstrategier inkluderar:
1. Vävnadskultur
2. Perfuserade organ
3. Vävnadsskivor
4. Cellulära fraktioner
5. Subcellulära fraktioner

Nyare tolkningar av principen om Ersättning tyder på att djurfria metoder ska användas framför djurmetoder när det är möjligt att uppnå samma vetenskapliga mål. I denna tolkning anses inte ryggradslösa djur vara lämpliga ersättningar för ryggradsdjur. Dock förespråkar vissa, exempelvis National Center for the Replacement, Refinement and Reduction of Animals in Research ( NC3Rs) användningen av vissa ryggradslösa djur i ersättningsstudier. Därför kan termen "Ersättning" hänvisa till användningen av en förmodat mindre kännande art, som i "relativ Ersättning".
Det Russell och Burch skrev för sex decennier sedan hade inte kunnat förutse en del av de teknologier som har utvecklats fram till idag. En av dessa teknologier; 3D-cellkulturer såsom organoider, har delvis ersatt djurmodeller inom vissa typer av forskning. Under de senaste åren har forskare skapat organoider som kan användas för att modellera sjukdomar och testa nya läkemedel. Organoider växer in vitro i biologiska eller syntetiska hydrogeler såsom Matrigel eller i odlingsmedium. Organoider härrör från olika typer av mänskliga eller animaliska stamceller, exempelvis embryonala pluripotenta stamceller (ESCs), vuxna somatiska stamceller (ASCs) och inducerade pluripotenta stamceller (iPSCs). Organoider odlas in vitro och efterliknar strukturen och funktionen hos olika organ såsom hjärnan, levern, lungan, njuren och tarmen. Organoider har utvecklats för att studera infektionssjukdomar. Forskare har utvecklat hjärnorganoider för att modellera hur COVID-19 kan påverka hjärnan. Hjärnorganoider har även använts för att modellera hur Zika-viruset stör fostrets hjärnutveckling. Tumoroider – 3D-cellkulturer som härrör från celler biopsierade från mänskliga patienter – kan användas för att studera genomik och läkemedelsresistens hos tumörer i olika organ. Organoider används också för att modellera genetiska sjukdomar såsom cystisk fibros, neurodegenerativa sjukdomar såsom Alzheimers och Parkinsons, infektionssjukdomar såsom MERS-CoV och norovirus, och parasitinfektioner som Toxoplasma gondii. Organoider från mänskliga och animaliska celler används också i stor utsträckning i farmakologisk och toxikologisk forskning.
Reduktion: Reduktion avser metoder som minimerar antalet djur som används per studie. Russell och Burch föreslog att en minskning kunde uppnås på flera sätt. Genom bra och välutarbetade strategier vid planering och genomförande av studier kan generellt sett en stor minskning av djur inom forskning göras. En annan metod är att kontrollera variationen mellan djuren som används i studier, och en tredje är noggrann design och analys av studier. I och med uppfinnandet, utvecklingen och tillgängligheten av datorer kan idag stora datamängder användas i statistisk analys, och därigenom minska antalet använda djur. I vissa fall kan tidigare publicerade studier användas och därmed kan man undvika onödig replikering och användningen av djur helt undvikas. Moderna tekniker för bildbehandling i kombination med nya statistiska analysmetoder möjliggör också minskningar av antalet använda djur, till exempel genom att ge mer information per djur.
Förfining: Russell och Burch skrev "Antag att vi för ett visst syfte inte kan använda ersättningstekniker. Antag att vi kommit överens om att använda alla teorier och praxis för att minska antalet djur vi måste använda till ett minimum. Det är då förfining är aktuellt, och syftet är helt enkelt att till ett absolut minimum reducera mängden lidande som de djur som fortfarande används utsätts för."
Områden som kan förfinas är metoden som ska användas, artens lämplighet (dess lämplighet för metoden och dess svar på en laboratoriemiljö i allmänhet). Förfiningstekniker kan innefatta:
1. Icke-invasiva tekniker
2. Lämpliga anestesi- och analgetiska tekniker för smärtlindring
3. Att träna djur att frivilligt samarbeta med procedurer (t.ex. blodprov) så att de har större kontroll över proceduren
4. Tillhandahållande av artanpassade bostäder och miljöberikning som tillgodoser djurens fysiska och beteendemässiga behov (t.ex. ger möjlighet till boande för gnagare)

Russell och Burch definition av Förfining har utvecklats, där en nyare beskrivning nu är allmänt accepterad:
"Vadhelst tillvägagångssätt som undviker eller minimerar den faktiska eller potentiella smärtan, ångesten eller andra negativa effekter vilka upplevs när som helst under de inblandade djurens liv, samt vilka som förbättrar deras välbefinnande".
Förfining omfattar inte enbart direkta skador förknippade med djuranvändning, utan även indirekta skador förknippade med avel, transport, inhysning och uppfödning.

## Kritik
De tre R:en har ibland kritiserats för vad som kallats "tvetydigheter" och spänningar i förståelsen och implementeringen av de tre grenarna av tillvägagångssättet – Ersättning, Reduktion och Förfining. Detta beror delvis på att olika intressenter (t.ex. människor som arbetar med djurförsök, institutionella personer, beslutsfattare, aktivister och allmänheten) kan tolka de tre R:en olika. 3R:s principer tar inte upp vissa frågor, såsom etiken med att använda djur i forskning och fokuserar istället på att förbättra den humana användningen av djur som används.
Andra har menat att marknadsföringen av 3R har misslyckats med att minska antalet djur som används i experiment. Detta kan dock bero på en missuppfattning av definitionen för "Reducering", vilken inte innebär en absolut reducering av antalet använda djur, utan en minskning av antalet använda djur per studie. Det är svårt att uppskatta antalet djur som inte används i vetenskapliga försök till följd av Ersättning och Reduktion till följd av 3R, men trots den snabba ökningen av medicinsk forskning har antalet djur inte ökat i samma takt.
I en granskning av dussintals artiklar som involverade möss i långvariga smärtexperiment, fann forskare att "det inte fanns några referenser till "3R", vilket i sin tur "väcker allvarliga frågor om huruvida 3R:s principer om Ersättning, Reducering och Förfining är korrekt applicerade av forskare och institutioner”. Forskarna fortsatte; "Att 3R eller någon av 3R:s komponenter - Ersätt, Reducera eller Förfina - inte nämndes i någon av... studierna tyder på att forskare kring långvarig smärta hos möss kan vara omedvetna om, eller likgiltiga för 3R:s ramverk samt att denna aspekt inte anses relevant i peer review-processen av manuskript för vetenskapliga tidskrifter. Den ökande andelen av antal studier...i detta dokument tyder på att efterlevnaden av riktlinjer och/eller krav från djuranvändningskommittén inte leder till betydande framsteg ur ett minsknings- eller ersättningsperspektiv". Efter en genomgång av kvalitet på den experimentella designen i publicerade tidskriftsartiklar inklusive användningen av 3R:en, fann man att användningen och rapporteringen av 3R:s principer var sporadisk. Som ett resultat utvecklades riktlinjerna för ARRIVE (Animal Research: Reporting of In Vivo Experiments), och publicerades 2010. ARRIVE-riktlinjerna presenterar en 20-punkters lista över poster som måste rapporteras i publikationer som har använt djur i vetenskaplig forskning, inklusive beräkningar av provstorlekar, beskrivningar av miljöberikning som använts och välfärdsrelaterade bedömningar som gjorts under studien. Många tidskrifter kräver nu att författare följer ARRIVE-riktlinjerna vid utarbetandet av manuskript. En uppföljande granskning som publicerades 2014 fann man att det fortfarande rapporteringsnivåerna för vissa element var låga, såsom rapportering av lämpliga statistiska metoder och undvikande av partiskhet.

## Organisationer
I Sverige arbetar Sveriges 3R-center, vilket är kopplat till Jordbruksverket, med principerna inom 3R. De verkar för att informera och främja användandet av de tre principerna inom svensk forskning.